# Марина Шереметьєва
Марина Шереметьєва (уроджена Афанасова; нар. 7 червня 1963) — радянська і молдовська шахістка, майстер спорту СРСР (1988), гросмейстер серед жінок (1998). Чотириразова чемпіонка Молдавської РСР і Молдови серед жінок (1978, 1987, 1988, 1992).

## Життєпис
Випускниця фізичного факультету Кишинівського університету. Вихованка тренера В'ячеслава Чебаненка. Чотири рази перемагала на чемпіонатах Молдови з шахів серед жінок (1978, 1987, 1988, 1992). 1987 року в Краснодарі перемогла у Всесоюзному чемпіонаті профспілок з шахів серед жінок. Двічі брала участь у фіналах чемпіонатів СРСР серед жінок (1988, 1989), у яких найкращий результат показала в 1989 році, коли поділила 8-10-тe місце. На першостях СРСР між командами союзних республік з шахів 1983 і 1985 років представляла команду Молдавської РСР у. 1991 року представляла команду Молдавської РСР на командній першості СРСР з шахів серед жіночих команд. У 1993 році посіла 2-ге місце на міжнародному турнірі серед жінок у Бухаресті. 1995 року в Кишиневі взяла участь у міжзональному турнірі розіграшу чемпіонату світу з шахів серед жінок.
Представляла збірну Молдови на найбільших командних шахових турнірах:
- У шахових олімпіадах брала участь п'ять разів (1992—1996, 2000—2002);
- у командному чемпіонаті Європи з шахів брала участь 1992 року.